# Rue des Poissonniers (Reims)
Pour les articles homonymes, voir Rue des Poissonniers.
La rue des Poissonniers est une rue du centre-ville de Reims, en France.

## Historique
La rue des Poissonniers est créée au XVIIe siècle. Elle tient son nom de la présence de poissonneries,. La halle aux poissons, fondée en 1650, se trouvait près de la rue Buirette. La rue se trouve sur l'ancien quarrel des Viviers,. L'actuelle rue Chabaud s'appelait autrefois rue des Poissonniers prolongée.
Durant la Révolution, le bourreau Samson réside au croisement de la rue des Poissonniers et de la rue Bacquenois.
En 1864, la rue des Poissonniers s'étend de la rue de Vesle à l'actuelle rue Buirette.

## Bâtiments remarquables
- no 6 : Maison du docteur Bettinger, endommagée par les bombardements de la Seconde Guerre mondiale[5].
- no 27 : Maison avec fenêtre en baie surmontée de deux niches votives[6].